# (1706) Dieckvoss
(1706) Dieckvoss es un asteroide que forma parte del cinturón de asteroides y fue descubierto el 5 de octubre de 1931 por Karl Wilhelm Reinmuth desde el observatorio de Heidelberg-Königstuhl, Alemania.

## Designación y nombre
Dieckvoss se designó al principio como 1931 TS.
Posteriormente fue nombrado en honor del astrónomo alemán Wilhelm Dieckvoss (1908-1982).

## Características orbitales
Dieckvoss está situado a una distancia media del Sol de 2,126 ua, pudiendo alejarse hasta 2,37 ua y acercarse hasta 1,882 ua. Tiene una excentricidad de 0,1148 y una inclinación orbital de 1,876°. Emplea 1132 días en completar una órbita alrededor del Sol.